# Sci orientamento

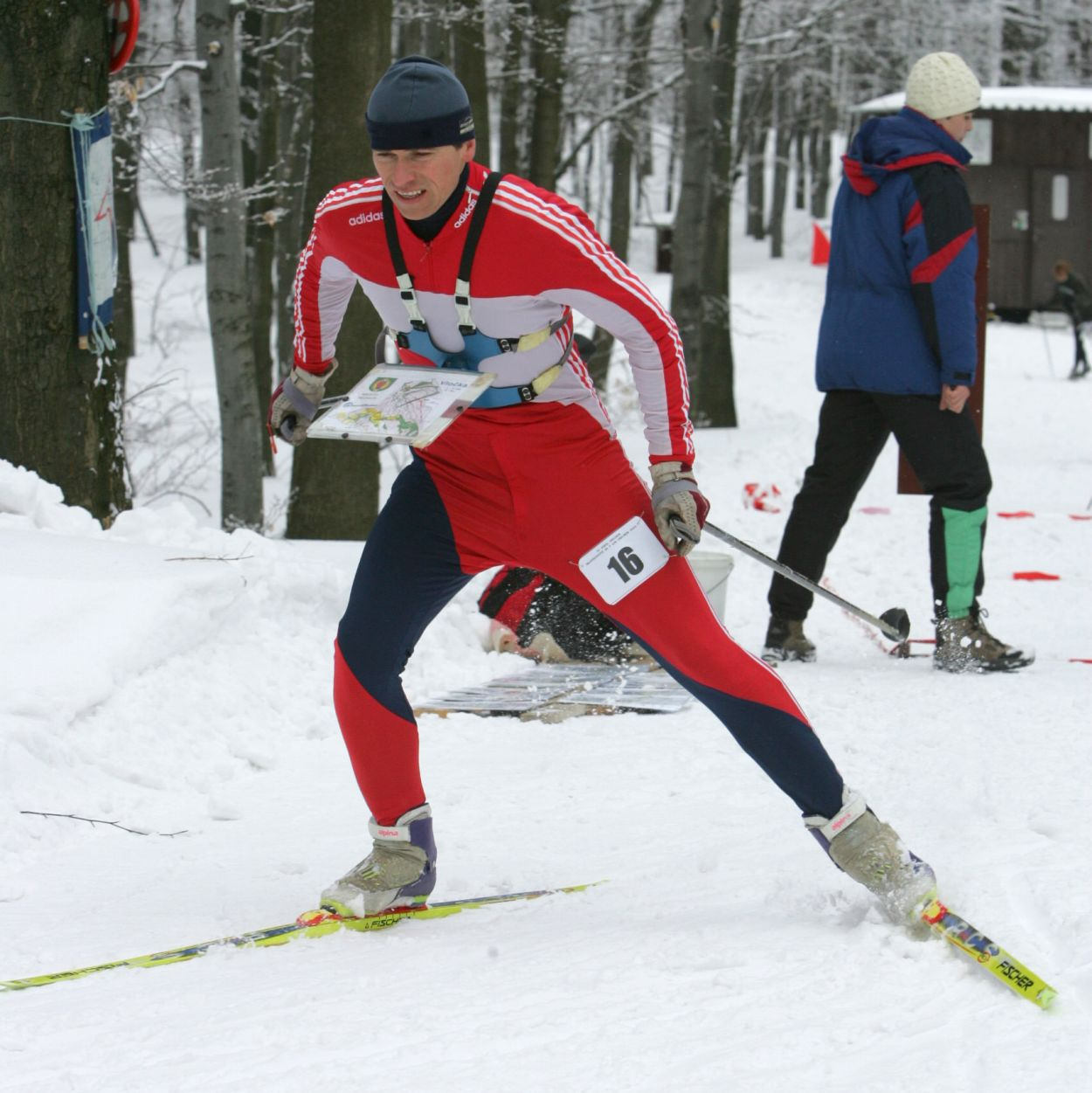
Un orientista con gli sci

Lo sci orientamento è una specialità della disciplina sportiva dell'orientamento (noto anche col termine inglese orienteering), in cui gli atleti, utilizzando tecniche e attrezzature da sci di fondo, devono compiere un percorso predefinito caratterizzato da punti chiamati "lanterne" con l'aiuto esclusivo di una bussola e di una cartina topografica a scala ridotta che contiene particolari del luogo da percorrere.

## Descrizione
Un percorso standard consiste nella partenza, punti di controllo indicati tramite cerchi (centrati nella lanterna da trovare) uniti tra loro da linee e caratterizzati da numeri che indicano l'ordine di percorrenza, un punto d'arrivo.
Una lanterna posta al suolo segnala il posto da visitare. Viene utilizzata una punzonatrice per marcare il cartellino, per la verifica dell'esattezza del punto da trovare (negli ultimi anni questo sistema è stato sostituito da un chip (SportIdent o SiCard) che, quando inserito nella stazione della lanterna, rileva il passaggio dell'atleta alla lanterna registrando il tempo intermedio). Il percorso tra i vari punti segnati è determinato dall'orientista.

### Svolgimento e luogo
Come già detto si utilizzano tecniche e attrezzi dello sci di fondo, ciò che differisce è che il concorrente viene mandato lungo una rete di piste battute nei boschi alla ricerca di alcuni punti di controllo che si ritrova segnati sulla carta di gara e posizionati sul terreno con una "lanterna" bianca e arancione, si dispone tra l'altro di un leggio ruotante con incorporata la bussola e ancorato al petto tramite cinghie.
La differenza con l'usuale sci di fondo è data dal fatto che le piste per lo sci-orientamento non sono così piatte, ma questo consente di abituare il corpo e la mente ad essere più reattivi dovendosi adeguare a qualsiasi terreno. In più:
- Nel minor tempo possibile si devono trovare i punti di controllo (gara a cronometro, non si parte tutti insieme).
- La difficoltà è dovuta alla varietà e complicatezza delle piste predisposte, per il resto tutto si svolge come nella corsa attraverso una punzonatrice e la non possibilità, pena la squalifica, di accorciare "furbescamente" il percorso.
- Attraverso le associazioni si organizzano corsi per bambini ed adulti, con la creazione di cartine da orientamento e l'organizzazione di manifestazioni sportive.

In Italia l'attività è gestita dalla Federazione Italiana Sport Orientamento (FISO), riconosciuta dal CONI ed affiliata alla Federazione Internazionale (International Orienteering Federation o IOF).
Una delle gare promozionali più famose è quella tenuta il venerdì prima della Marcialonga, che ha avuto campioni come Pauli Siitonen. L'attività si svolge soprattutto in Trentino, dove ha avuto inizio l'orienteering negli anni settanta,
a seguire troviamo il Friuli-Venezia Giulia, la Lombardia e il Veneto.

## Storia
Le prime manifestazioni di tale sport ebbero origine alla fine dell'Ottocento in Norvegia, grazie ad un gruppo di appassionati che volle testare l'abilità dei concorrenti nel seguire tracce lasciate nella neve dalle slitte che trainavano i tronchi con l'uso di cartine topografiche.
Lo sci-orientamento è disciplina prettamente scandinava, ma ha avuto un buono sviluppo anche in Russia e Italia, Svizzera e Austria, oltre che in Australia, Canada e Nuova Zelanda.
L'Italia ha assunto un ruolo di primo piano non tanto per il numero di praticanti che è comunque ristretto, quanto per l'abilità del più volte campione mondiale Nicolò Corradini di Castello di Fiemme e per le due edizioni del 1984 e del 1994 dei Campionati mondiali tenutesi sull'altopiano di Lavarone e in Valle di Non, nel Trentino.